# Річі Валенс
Річі Валенс (англ. Ritchie Valens; повне ім'я — Рікардо Естебан Валенсуела Реєс, 13 травня 1941 — 3 лютого 1959) — американський співак, композитор, гітарист, який стояв біля витоків американо-мексиканського рок-н-ролу (чикано-року).

## Ранні роки
Рікардо Естебан народився в районі Пакоїма, в Лос-Анджелесі, штат Каліфорнія, в сім'ї етнічних мексиканців. Його батьки, Джозеф Стівен Валенсуела і Консепсьйон Реєс, розлучилися, коли він був ще дитиною. Річі жив з батьком, доки той не помер у 1951 році. З дитинства хлопчика оточувала традиційна мексиканська музика маріачі, фламенко, ритм-енд-блюз. Вже до 5 років Річі почав проявляти інтерес до творчості. За підтримки батька, він пробував грати на гітарі, трубі та ударних. Незважаючи на вроджену ліворукість, Річі навчився грати на гітарі традиційним «праворуким» способом і часто брав із собою в школу Pacoima Junior High School гітару, де грав і співав з друзями. В 11 років він сам зробив суцільнодерев'яну електрогітару, яку використовував, поки не купив собі Стратокастер. У 16 років Річі запросили в місцевий гурт «Силуети» в якості гітариста. Через деякий час соліст пішов з колективу і Річі зайняв його місце. 19 жовтня 1957 відбувся дебют Річі в складі гурту «Силуети». Крім цього, він виступав соло на вечірках.

## Кар'єра в музиці
Кар'єра Річі тривала всього 8 місяців. У 1958 року Валенса помітив та знайшов Боб Кін, власник невеликого лейблу Del-Fi Records. 27 травня 1958 року вони уклали договір. За пропозицією менеджера було вибране сценічне ім'я Річі Валенса, аби білих слухачів не бентежило іспанське прізвище. Тоді ж Валенса записав відомі пісні: «Donna», яка, згідно з легендою, присвячена шкільної подружці Річі — Донні Людвіг, «La Bamba» — народна мексиканська пісня, оброблена в рок-н-рольнійї манері та «Come On, Let's Go!». Валенс вирішив сконцентруватися на музичній кар'єрі та покинув школу. На початку 1959 року Бадді Холлі запропонував Валенсу взяти участь в спільному турне. 3 лютого 1959 року літак Beechcraft Bonanza, в якому знаходилися Валенс, Бадді Холлі і Біг Боппер, розбився. Пілот та всі пасажири загинули. Дон Маклін охрестив цю трагедію «Днем, коли померла музика». Так кар'єра Валенса обірвалася, ледь розпочавшись. У 1987 році вийшов фільм-біографія «Ла Бамба».
2001 року Валенсу внесли до Зали слави рок-н-ролу.

## Дискографія
Оригінальні альбоми
- Ritchie Valens (1959; США #23)
- Ritchie (1959)
- In Concert at Pacoima Jr. High (1961)

Компіляції
- Ritchie Valens Memorial Album (1962) Обкладинка оригінального релізу була чорною, перевидання 1963 року мало іншу обкладинку та назву His Greatest Hits.
- Ritchie Valens…His Greatest Hits Volume 2 (1964)
- History of Ritchie Valens (1981) Бок-сет, який складався з трьох оригінальних альбомів
- The Best of Ritchie Valens (1987)
- La Bamba '87 (1987)

- The Ritchie Valens Story (1993) Містить хіти, ауттейки, раритетні фото та 20-хвилинну розповідь про Річі Валенса його менеджера Боба Кіна
- Rockin' All Night — The Very Best of Ritchie Valens (1995)
- Come On, Let's Go! (1998) Трьохдисковий бокс-сет, що містить всі пісні з трьох оригінальних альбомів, а також раритетні демо